# Patrick Finke
Patrick Finke (* 10. Januar 1983 in Berlin) ist ein deutscher Footballspieler.

## Laufbahn
Der Berliner begann 1997 in seiner Heimatstadt mit dem American Football, sein erster Verein waren die Berlin Thunderbirds. Es folgten Stationen bei den Berlin Rebels und den Spandau Bulldogs. Der 1,96 Meter große Verteidigungsspieler wurde 2004 mit den Berlin Adler deutscher Meister. Er wechselte 2006 zu den Braunschweig Lions. Der beruflich als Techniker für Maschinentechnik tätige Finke blieb zunächst bis zum Ende der Saison 2011 bei der Mannschaft und gewann mit Braunschweig 2006, 2007 sowie 2008 die deutsche Meisterschaft. 2012 stand er für die Berlin Rebels auf dem Rasen und spielte anschließend in Braunschweig Flag Football, zum Spieljahr 2016 kam er zu den Braunschweig Lions in die GFL zurück. Er trug zu den Eurobowl-Siegen 2016, 2017 und 2018 sowie zu den deutschen Meistertiteln 2016 und 2019 bei.
2006 und 2007 stand Finke bei Mannschaften der NFL Europe unter Vertrag: 2006 bei Rhein Fire, 2007 bei Berlin Thunder, für die er jeweils vor der GFL-Saison mit Braunschweig spielte.